# Chapelle Saint-Jean-Baptiste d'Eichhoffen
La chapelle Saint-Jean-Baptiste est un monument historique situé à Eichhoffen, dans le département français du Bas-Rhin.

## Localisation
Ce bâtiment est situé place de la Mairie à Eichhoffen.

## Historique
Cette chapelle est datée de 1569.
Elle fait l'objet d'une inscription au titre des monuments historiques depuis 1936.